# Kenichiro Hirata
Kenichiro Hirata (født 12. juni 1991) er en japansk fodboldspiller.
Han har spillet for flere forskellige klubber i sin karriere, herunder FC Ryukyu.